# Benjamin Tahirović
Benjamin Tahirović, né le 3 mars 2003 à Spånga, est un footballeur international bosnien qui évolue au poste de milieu de terrain au Brøndby IF.

## Biographie

### Carrière en club
En février 2021, Tahirović est transféré au club italien de l'AS Roma, y signant un contrat jusqu'en juin 2026.
Il fait ses débuts officiels avec l'équipe première de José Mourinho le 13 novembre 2022, remplaçant Bryan Cristante lors du match nul 1-1 en Serie A contre le Torino.

### Carrière en sélection
En mars 2023, Tahirović reçoit sa première convocation en équipe senior de Bosnie-Herzégovine, pour les matchs d'éliminatoires de l'Euro 2024 contre l'Islande et la Slovaquie.
Il est titularisé par Faruk Hadžibegić pour le premier match contre l'Islande, à domicile, le 23 mars 2023,.

## Statistiques
Ce tableau résume les statistiques en carrière de Benjamin Tahirović.

### En club
| Saison                | Club                  | Championnat           | Championnat | Championnat | Coupe(s) nationale(s) | Coupe(s) nationale(s) | Compétition(s) continentale(s) | Compétition(s) continentale(s) | Compétition(s) continentale(s) | Total | Total |
| Saison                | Club                  | Division              | M.          | B.          | M.                    | B.                    | Comp.                          | M.                             | B.                             | M.    | B.    |
| 2020                  | Vasalunds IF          | Division 1 Norra      | 27          | 0           | -                     | -                     | -                              | -                              | -                              | 27    | 0     |
| 2021                  | Vasalunds IF          | Division 1 Norra      | -           | -           | 1                     | 0                     | -                              | -                              | -                              | 1     | 0     |
| Sous-total            | Sous-total            | Sous-total            | 27          | 0           | 1                     | 0                     | -                              | 0                              | 0                              | 28    | 0     |
| 2022-2023             | AS Roma               | Serie A               | 11          | 0           | 2                     | 0                     | C3                             | -                              | -                              | 13    | 0     |
| Sous-total            | Sous-total            | Sous-total            | 11          | 0           | 2                     | 0                     | -                              | 0                              | 0                              | 13    | 0     |
| 2023-2024             | Ajax Amsterdam        | Eredivisie            | 15          | 2           | 1                     | 0                     | C3                             | 8                              | 0                              | 24    | 2     |
| Total sur la carrière | Total sur la carrière | Total sur la carrière | 53          | 2           | 4                     | 0                     | -                              | 8                              | 0                              | 65    | 2     |

## Palmarès
AS Rome
- Ligue Europa
  - Finaliste en 2023